# Múscul pubococcigeal
El múscul pubococcigeal (musculus pubococcygeus) està situat en el sòl de la pelvis on forma juntament amb els feixos iliococcigeal i puborectal el múscul elevador de l'anus. L'elevador de l'anus es divideix en diverses parts, però principalment està constituït per tres músculs: iliococcigeal, puborectal i pubococcigeal.
El múscul pubococcigeal controla el flux de l'orina i es contreu durant l'orgasme. També actua de suport en el part.

## Exercicis de Kegel
Els exercicis de contracció del múscul pubococcigeal o exercicis de Kegel ajuden a enfortir aquest múscul. Són una sèrie de contraccions voluntàries dels músculs perineals, per tal d'enfortir tots els músculs estriats de l'àrea del perineu. Aquest moviments reforcen la musculatura estriada en l'àrea del perineu. Sovint es refereixen a ells amb aquesta denominació pel seu desenvolupador, Arnold Kegel. Com el múscul pubococcigeal envolta la vagina, l'exercici i entrenament també permeten obtenir beneficis sexuals. Aquests exercicis també serveixen per a estimular altres músculs com l'isquiocavernós, el bulbocavernós i el cremàster en els homes, ja que en la contracció voluntària del múscul pubococcigeal també participa el reflex cremastèric, que eleva els testicles cap amunt, tot i que això no es dona en tots els homes. Els exercicis de Kegel s'han prescrit per millorar la disfunció erèctil per fuga venosa i per ajudar els homes a controlar l'ejaculació precoç, i per al tractament de la incontinència urinària en ambdós sexes. Com el múscul pubococcigeal es contreu voluntàriament, una dona pot reconèixer l'acció d'aquest múscul en intentar interrompre el flux de l'orina, o en sentir la contracció vaginal contra el seu dit.